# Molineux Stadion
A Molineux Stadion egy angol futballstadion, mely Wolverhamptonban található és a Wolverhampton Wanderers otthonaként szolgál.

## Története
A Wolverhampton Wanderers 1889 óta a Wolverhampton Whitmore Reans nevű városrészében található Molineux Stadionban játssza hazai meccseit. Az előző otthonuk a Blakenhall nevű kerületben volt, bár már semmi jele ott a korábbi pályának, a közeli utat Wanderers Avenue-nak nevezték el.
A Molineux nevét egy helyi kereskedőről, Benjamin Molineux-ról kapta, aki a mai stadion helyén építette fel otthonát. Később a terület a northamptoni sörgyár tulajdonába került, a vállalat ezt 1889-ben bérbe adta a Farkasoknak, akiknek nem volt állandó stadionjuk. A hely rendbehozatala után 1889. szeptember 7-én rendezték itt az első meccset, melyen a Wanderers 2-0 arányban legyőzte a Notts Countyt 4000 fős közönség előtt.
1953-ban a stadion az elsők között kapott villányvilágítást, aminek költsége körülbelül 10 000 font volt. A rendszert szeptember 30-án avatták fel a dél-afrikai válogatott ellen 3-1-re megnyert mérkőzéssel. Ezt követően, mint az följebb is olvasható, a Wolves rengeteg hétközi barátságos meccset játszott.
A régi South Bank lelátó arról volt híres, hogy a második legnagyobb állóhelyes rész (Kop) volt az Aston Villa Holte Endje után. Mindkettőre körülbelül 30 000 szurkoló fért.

## Ingadozó nézőszám
Az 1950-es években, amikor a Wolverhampton sikerei csúcsán volt, általában mindig több, mint 50 000 fő zsúfolódott össze a Molineux-ban. Az 1980-as években bekövetkezett összeomlás után legtöbbször csak az újonnan épített John Ireland Stand (ma Steve Bull Stand) és a South Bank lelátó volt használatban. Ez körülbelül 27 000-es nézőszámot jelentett. Az 1989-es Hillsborough-katasztrófa utáni Taylor-jelentés kimondta, hogy minden nagyobb stadiont biztonságosabbá kell tenni, tehát csak ülőhelyek lehetnek bennük. Ezt megelőzően a Molineux 60 000-nél is több szurkolót volt képes befogadni, az átépítések után ez 28 525-re csökkent. A stadionhoz 2003-ban építettek egy 900 fős ideiglenes lelátót is, ezt azonban eltávolították a 2006/07-es idény előtt.

## Átépítések
1991 és 1993 között a Molineux-t teljesen átépítették. A Waterloo Stand helyére Billy Wright Stand, a North Bank helyére a Stan Cullis Stand, a South Bank helyére pedig a Jack Harris Stand került. Az 1993/94-es szezon kezdetére a stadion 28 525 férőhelyes volt, amivel az egyik legnagyobb ilyen típusú angol létesítménynek számított, de 2003-ban a Premiershipben már az ötödik legkisebb stadion volt. Ekkorra ugyanis a legtöbbet már kibővítették 30 000 és 67 000 fős közé.
A Wanderers gazdag tulajdonosa, Steve Morgan kész lenne egy élvonalba illő stadionná alakíttatni a Molineux-t, de saját megfogalmazása szerint a munkálatok csak akkor kezdődhetnek el, ha a csapat már feljutott és stabil résztvevőjévé vált a Premier League-nek. A tervek szerint a Steve Bull Stand és a Billy Wright Stand kerülne átalakításra, így 40 000 vagy akár 45 000 férőhelyes is lehetne az építmény.

### Edzőpálya
A Sir Jack Hayward Ground nevű edzőpálya 2005-ben nyílt meg, a munkálatok körülbelül 4,6 millió fontba kerültek. Wolverhampton Compton nevű negyedében található. Magában foglal két többemeletes épületet, öt remek minőségű edzőpályát, tizenegy öltözőt, orvosi szobákat, fizikoterápiás és hydroterápiás gépeket, medencéket és egy edzőtermet.